# Runde (Insel)
Die zur Gemeinde Herøy gehörende Insel Runde (alte Schreibweisen Rundøy oder Rundø) befindet sich an der westnorwegischen Küste im Fylke Møre og Romsdal, südwestlich von Ålesund. Die rund 100 Einwohner der Insel verteilen sich auf die Ortschaften Runde und Goksøyr.

## Brutvögel auf Runde
In mehreren Kreuzworträtseln wird die Insel in ihrer angeblichen Bedeutung als Skandinaviens südlichste Brutkolonie für Seevögel als Lösungswort verwendet. Doch das schwedische Tylöns Naturreservat (Naturschutzgebiet vor Halmstad) wurde „bereits 1927 wegen der großen Brutkolonien verschiedener Seevögel unter Naturschutz gestellt“ und liegt sowohl ebenfalls in Skandinavien, als auch wesentlich südlicher als Runde – um nur ein Gegenbeispiel zu nennen. Jedoch ist der 294 moh. hohe „Rundabranden“ im Westen der Insel laut dem „Store Norske Leksikon“ Norwegens südlichster großer Vogelfelsen. Zudem ist dies Norwegens einziger Vogelberg südlich von Træna, auf dem Papageitaucher brüten. Auf der Insel brüteten jedes Jahr ca. 170.000 Seevogel-Paare.

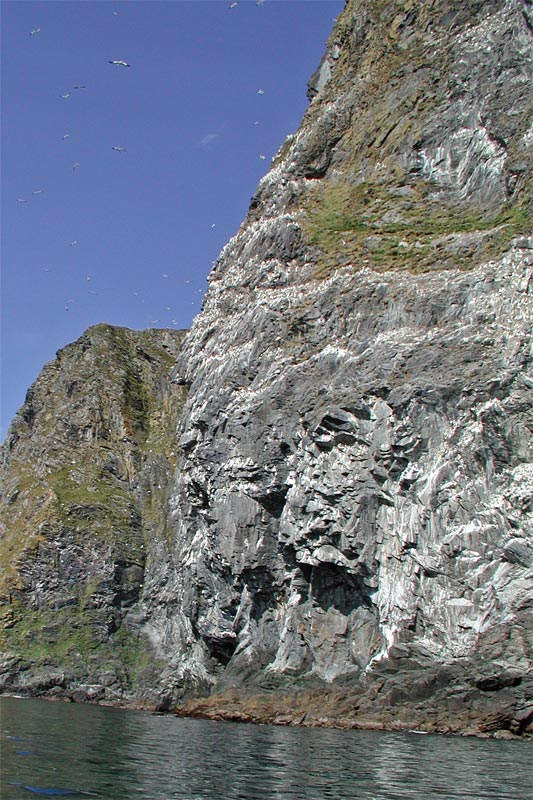
Der Vogelfelsen Rundabranden

 Runde ist Norwegens drittgrößtes Seevogelgebiet.
| Name            | Brutpaare |
| --------------- | --------- |
| Papageitaucher  | 100.000   |
| Dreizehenmöwen  | 50.000    |
| Trottellummen   | 8.000     |
| Eissturmvögel   | 5.500     |
| Tordalken       | 3.000     |
| Basstölpel      | 3.100     |
| Krähenscharben  | 1.500     |
| Gryllteiste     | 100       |
| Große Raubmöwen | 50        |
| Seeadler        | 20        |

Auch Sturmmöwen, Mantelmöwen, Silbermöwen, Austernfischer sowie Eiderenten und Brandgänse sind Brutvögel auf Runde und zahlreich anzutreffen.
Nach einer Erhebung der Norsk Ornitologisk Forening aus dem Jahr 1990 wurden auf Runde 221 Vogelarten beobachtet. Davon brüten 77 nachweislich auf der Insel.
Die Anzahl der Brutvögel ist teils rückläufig. So gibt ein Prospekt des Fylkesmannen 2010 nur noch „mehr als 100.000 Seevogelbrutpaare“ an. Das Runde Miljøsenter nennt im Jahr 2022 bei den Papageitauchern nur noch rund 30.000 Papageientaucherpaare. Außer Papageitauchern sind auch  Dreizehenmöwen, Tordalken, Trottellummen und Krähenscharben rückläufig. Hingegen haben sich in den letzten Jahrzehnten Basstölpel und Große Raubmöwen auf Runde etabliert. Während des Vogelzugs kommen viele Arten auf die Insel.

## Laichgebiet
Die Gegend um Runde gehört zu den wichtigsten Laich- und Aufzuchtgebieten für Köhler, Schellfisch und Kabeljau. Deren Laich und Larven driften vom Laichgebiet außerhalb von Runde in diejenigen Gebiete in der Norwegischen See und der Barentssee, in denen sie dann aufwachsen.

## Schutzgebiete
Auf der Insel gibt es vier Vogelschutzgebiete und ein Naturschutzgebiet.

## Der Runde-Schatz
Bekannt wurde Runde auch als Schatzinsel, nachdem 1972 drei Taucher vor der Küste Rundes das Wrack des holländischen Ostindienseglers Akerendam entdeckten, der im Jahr 1725 im Sturm an den Klippen der Insel zerschellt und gesunken ist. Das Handelsschiff hatte beim Untergang beträchtliche Mengen an Gold- und Silbermünzen an Bord, von denen bei Tauchgängen in den Jahren 1972 und 1973 rund 57.000 Münzen geborgen wurden. Insgesamt sollen sich rund 230.000 Dukaten in 19 Geldkisten auf dem Schiff befunden haben, von denen unmittelbar nach dem Untergang nur fünf Kisten geborgen und zurück in die Niederlande gebracht wurden. Seit April 2011 wird ein Teil des Schatzes im Runde Miljøsenter ausgestellt.

## Wirtschaft und Tourismus
Lebensgrundlage der Bewohner Rundes bildet neben der Landwirtschaft und Fischerei zunehmend der Tourismus. Zahlreiche naturinteressierte Touristen aus aller Welt besuchen die Vogelinsel, um die leicht zugänglichen Vogelkolonien zu besuchen. Neben einem Campingplatz in Goksøyr bieten zahlreiche Privatzimmer und Ferienwohnungen dem Besucher Unterkunft. Im Nordwesten der Insel befindet sich der Leuchtturm Runde fyr, der über einen Wanderweg von Goksøyr aus erreicht werden kann.
Vom Hafen in Runde aus werden im Sommer Bootsfahrten zu den Vogelfelsen angeboten. Im Hafen gibt es einen Gästeanleger für Bootstouristen.
Am 1. Oktober 2009 wurde eine Forschungsstation für Umweltforschung und Umweltbildung, das Runde Miljøsenter, offiziell eröffnet.

## Wissenswertes
- Auf Runde wurde 2011 die Kinderserie Vaffelhjarte vom norwegischen Fernsehen NRK verfilmt. Die Serie basiert auf dem gleichnamigen Buch der Autorin Maria Parr.
- Runde wurde im Juli 2013 in die Ramsar-Konvention aufgenommen.

## Verkehrsverbindungen
Die Insel ist durch eine Brücke (Rundebrua) mit der Nachbarinsel Remøya verbunden und daher sehr gut zugänglich. Durch den Eiksundtunnel ist Runde ohne Inlandsfähre erreichbar.
Der nächstgelegene Hafen der Hurtigruten befindet sich im ca. 15 km entfernten Torvik.
Die nächstgelegenen Flughäfen befinden sich in Ålesund (Vigra) und Ørsta / Volda (Hovden).

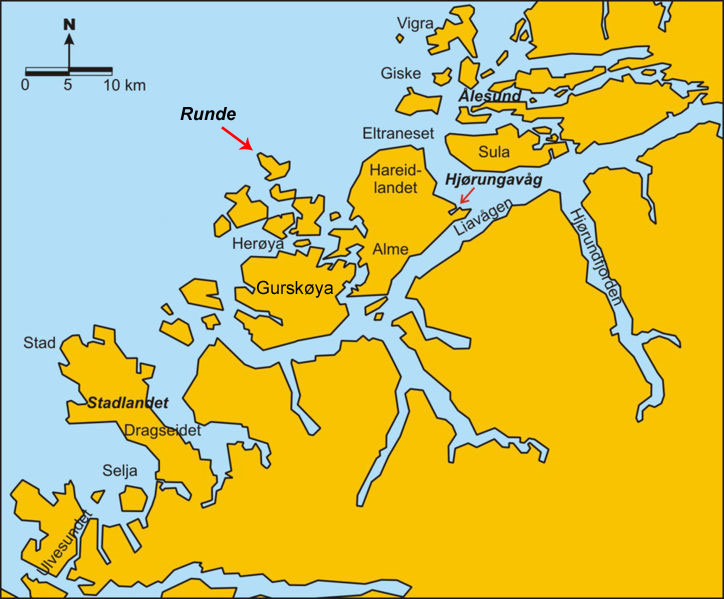
Insel Runde in der Gemeinde Herøy
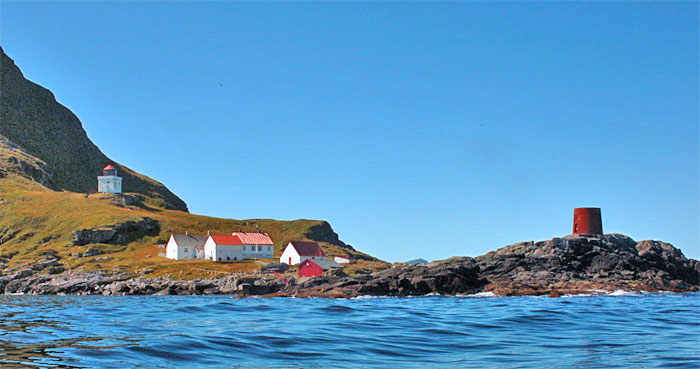
Leuchtturm Runde fyr mit Wirtschaftsgebäuden
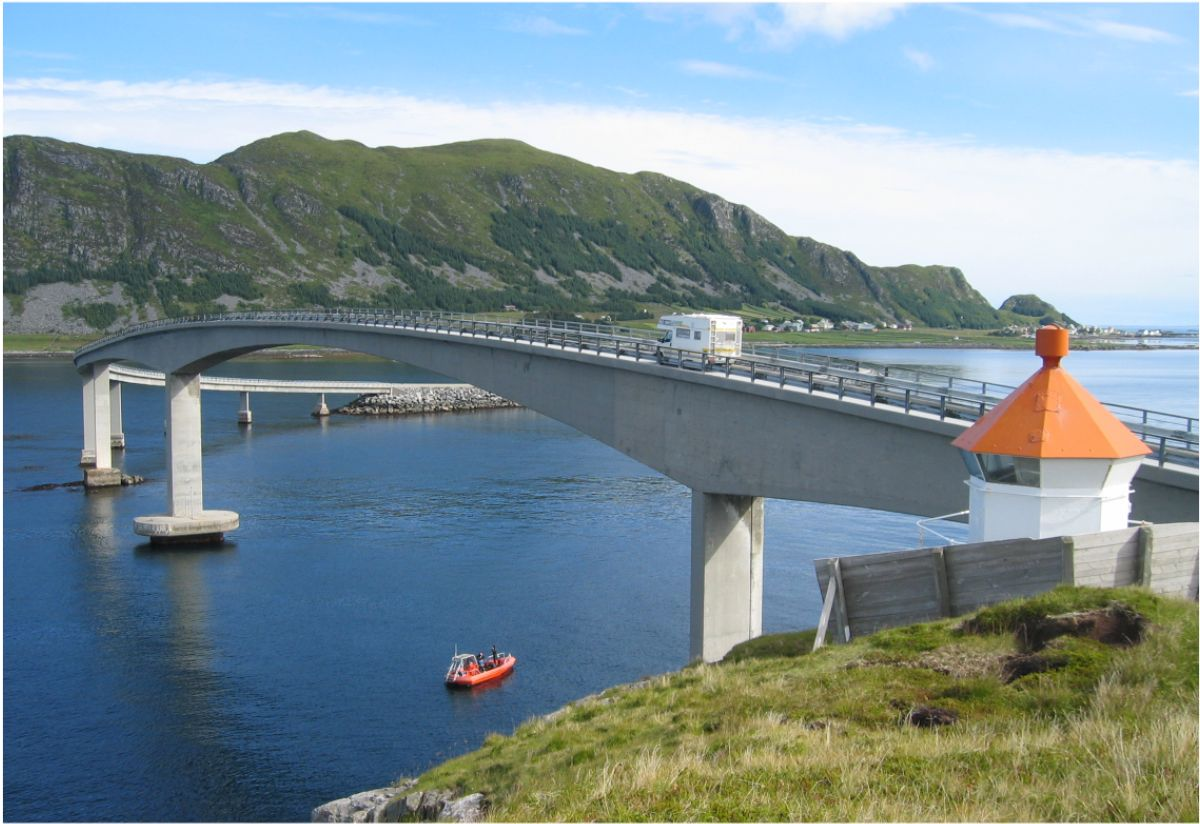
Rundebrua